# Ängs naturreservat
Äng är ett naturreservat i Dals-Eds kommun i landskapet Dalsland.
Naturreservatet ligger i Ed, strax sydväst om sjön Lilla Le. Det är skyddat sedan 1979 och omfattar 13 hektar. Området består av tallskog, med inslag av lövträd och gran.
Inom området finns strandhak och klapperstensvallar från det forna ishavet, ett område av isälvsavlagring som samhället Ed är byggt på. 
Inom reservatet finns ett stort sammanhängande fornlämningsområde. Där finns ett 60-tal gravhögar, stensättningar och en domarring från yngre järnåldern. 
Det förvaltas av Västkuststiftelsen.